# High Moon Studios
High Moon Studios (рініше Sammy Studios) — американська компанія, що займається розробкою і випуском відеоігор. Відома як розробник гри Darkwatch, шутера від першої особи, і видавець серії двомірних файтингів Guilty Gear, розроблених фірмою Arc System Works.

## Історія
Компанія була заснована в квітні 2001 року як допоміжний підрозділ фірми Sammy USA Corporation, яка в свою чергу є частиною Sega Sammy Holdings. До 2002 року компанія мала назву Sammy Entertainment, Inc., потім змінила назву на Sammy Studios, Inc. 7 березня 2005 року Sammy Studios відокремилася від материнської Sammy USA Corporation і змінила назву ще раз - на High Moon Studios. У незалежному стані компанія проіснувала трохи менше року і в січні 2006 була придбана фірмою Vivendi Games. Після цього High Moon Studios стала допоміжної компанії для Sierra Entertainment, в свою чергу є частиною Vivendi Games.

## Ігри
| Рік  | Назвав                                    | Платформа | Платформа | Платформа | Платформа | Платформа | Платформа | Платформа | Примітка                         |
| Рік  | Назвав                                    | PS2       | PS3       | PS4       | PC        | Xbox      | X360      | XOne      | Примітка                         |
| ---- | ----------------------------------------- | --------- | --------- | --------- | --------- | --------- | --------- | --------- | -------------------------------- |
| 2005 | Darkwatch                                 | Так       | Ні        | Ні        | Ні        | Так       | Ні        | Ні        |                                  |
| 2008 | Robert Ludlum's The Bourne Conspiracy     | Ні        | Так       | Ні        | Ні        | Ні        | Так       | Ні        |                                  |
| 2010 | Transformers: War for Cybertron           | Ні        | Так       | Ні        | Так       | Ні        | Так       | Ні        |                                  |
| 2011 | Transformers: Dark of the Moon            | Ні        | Так       | Ні        | Ні        | Ні        | Так       | Ні        |                                  |
| 2012 | Transformers: Fall of Cybertron           | Ні        | Так       | Ні        | Так       | Ні        | Так       | Ні        |                                  |
| 2013 | Deadpool                                  | Ні        | Так       | Так       | Так       | Ні        | Так       | Ні        |                                  |
| 2014 | Call of Duty: Advanced Warfare            | Ні        | Так       | Ні        | Ні        | Ні        | Так       | Так       | В співпраці з Sledgehammer Games |
| 2016 | Call of Duty: Modern Warfare – Remastered | Ні        | Ні        | Так       | Так       | Ні        | Ні        | Так       | В співпраці з Raven Software     |
| 2017 | Destiny 2                                 | Ні        | Ні        | Так       | Так       | Ні        | Ні        | Так       | В співпраці з Bungie             |